# Posłowie z okręgu Sanok (II Rzeczpospolita)
Posłowie na Sejm II Rzeczypospolitej z okręgu Sanok
Lista posłów według kadencji:

## Posłowie na Sejm Ustawodawczy (1919–1922)
W 1919 istniał okręg wyborczy nr 41:
- Jakub Madej (PSL „Lewica”)
- Tadeusz Seib (PSL „Lewica”)
- Jan Stapiński (PSL „Lewica”)
- Jan Nawrocki (PSL „Piast”)
- Leon Misiołek (PPS)
- Stanisław Szymański (ZSL ND)

## Posłowie na Sejm I kadencji (1922–1927)
W 1922 istniał okręg wyborczy nr 48. Zostali wybrani:
- Walenty Toczek (PSL „Piast”)
- Jakub Pawłowski (PSL „Piast”)
- Herman Lieberman (PPS)
- Stanisław Rymar (ZLN)
- Izydor Wiewiórkowski (PSL „Lewica”)
- Moses Frosting (KZSN-Ż)

## Posłowie na Sejm II kadencji (1928–1930)
W 1928 istniał okręg wyborczy nr 48 (Przemyśl oraz Dobromil, Sanok, Brzozów, Krosno), z którego przewidziano 6 mandatów poselskich.
- Apolinary Garlicki (BBWR)
- Jędrzej Krukierek (BBWR)
- Jakub Pawłowski (SCh)
- Jan Stapiński (ZCh)
- Wołodymyr Zahajkewycz (UBKS)
- Wołodymyr Zubryćkyj (UBKS)

Z Sanoka z listy Katolicko-Narodowej nr 24 kandydowali także Adam Pytel, dr Jerzy Pietrzkiewicz.

## Posłowie na Sejm III kadencji (1930–1935)
W 1930 istniał okręg wyborczy nr 48 (Przemyśl oraz Dobromil, Sanok, Brzozów, Krosno).
- Stanisław Augustyński (BBWR)
- Andrzej Galica (BBWR)
- Stanisław Grodzicki (BBWR), złożył mandat 22 lipca 1932
- Józef Jurczyk (BBWR)
- Jakub Pawłowski (PSL)
- Wołodymyr Zahajkewycz (Blok Ukraińsko-Białoruski)

Z Sanoka z Listy Narodowej nr 4 kandydował Edward Pilawski.
Na skutek złożonych protestów wyborczych Sąd Najwyższy postanowieniem z 5 października 1931 unieważnił wybór pięciu powyższych posłów i orzekł utratę przez nich mandatów. Wobec unieważnienia przez SN wyników wyborów w okręgu nr 48 Przemyślu-Sanok-Krosno ponowne wybory zostały zarządzone na 22 listopada 1931.

## Posłowie na Sejm IV kadencji (1935–1938)
W 1935 istniał okręg wyborczy nr 77, z którego zostało wybranych dwóch kandydatów: Według oficjalnym danych łącznie w okręgach 76 (Sambor) i 77 (Sanok) oddało głos 240 424 osób. Mandat uzyskali dwaj kandydaci.
- Józef Ostafin (BBWR) – 54 432 głosów
- Józef Agaton Morawski (BBWR) – 40 981 głosów

## Posłowie na Sejm V kadencji (1938–1939)
W 1938 istniał okręg wyborczy nr 77, z którego zostało wybranych dwóch kandydatów; uprawnionych do głosowania było 182 724 wyborców, głosowało 94 672 osób.
- Zygmunt Cšadek (OZN) – 66 938 głosów
- Marian Czarnek (OZN) – 51 313 głosów

W czerwcu 1939 Sąd Najwyższy odrzucił skargę na wynik wyborów w okręgu.